# Дябрино
Дябрино — посёлок в Красноборском районе Архангельской области. Входит в состав Алексеевского сельского поселения.

## География
Посёлок расположен на правом берегу реки Северная Двина, напротив административного центра Красноборского района села Красноборск. Дябрино находится в низине, между двумя покатыми берегами Северной Двины (красноборским левым и цивозёрским правым) Они когда-то считались истинными берегами Северной Двины. Во время паводка окрестности Дябрино подтопляются, и посёлок в это время находится на острове.

## Население
| 2002 | 2010 |
| ---- | ---- |
| 581  | ↘374 |

Численность населения посёлка, по данным Всероссийской переписи населения 2010 года, составляла 374 человека. В 2009 году числился 451 человек, в том числе 220 пенсионеров и 43 ребёнка.

## История
Когда-то здесь находились и лесостоянка, и колхоз. И только в 1935 году три рядом расположенные деревни слились с запанью. Так появился посёлок Дябрино.
Жить первопроходцам приходилось в дощатых сооружениях. Причем, тепло держалось лишь в тех из них, где опилок между досками стенок был набит более плотно. Из-за того, что территорию поселка ежегодно затопляет, оказалось невозможным даже вырыть землянки. Позже бараки из досок сменили бревенчатые.
По своему определению запань считалась промежуточным звеном между лесопунктом и потребителем. Сюда доставлялся лес и собирался в плоты. Но было и такое понятие, как молевой сплав, когда заготовленную древесину пускали по течению в сторону Дябрина. По Уфтюге лес шёл даже из-за Комарова. В годы войны на молевой сплав мобилизовывались и колхозники, основу которых составляли женщины и старики. 62 дябринца не вернулись с войны. В послевоенные годы во время молевого сплава и летней сплотки в Дябрине, как правило, не хватало людей. Их доставляли из других уголков страны, чаще всего с юга. Даже каникулы в школе начинались раньше, так как учеников, начиная с шестого класса, уже отправляли на плотбище. Они работали счетчиками, маркировщиками, рубщиками, а кто и матросами на катерах. Тех, кто уходил на пенсию, не ждала спокойная старость. Им также приходилось трудиться в запани. Всего же, работая в три смены, дябринцы плотили по 6,5 тысяч кубометров леса в сутки. После пятидесятых годов XX века в Дябрино началось жилищное строительство. Вместо бараков начали возводить двух- и четырехквартирные дома, объекты соцкультбыта. В семидесятых в домах появилось водяное отопление. Начало механизации производства на запани началось ещё в 1945 году. Тогда в посёлке появилась своя электростанция, для которой установили паровой котёл со списанного парохода. Это позволило не только дать свет в жилища, но и несколько механизировать сплотку. В дальнейшем техника совершенствовалась, что позволяло все реже прибегать к физическому труду. С 1960 года удалось развить сортировку древесины. Было время, когда по уровню механизации рейд Дябрино занимал второе место по Советскому Союзу. До 1975 года запань Дябрино входила в состав Котласской сплавной конторы. Здесь ежегодно перерабатывалось 360-380 тысяч м³ леса только летней сплотки. К тому же здесь переформировывались плоты, приходящие с Вычегды. В дальнейшем запань перешла в подчинение Красноборского ЛПХ. Здесь резко увеличились объемы переработки древесины. К тому же в Дябрине появились свои лесосечные бригады. Работа дябринцев ценилась - в леспромхозе они множество раз становились победителями соцсоревнований.

## Социальная сфера
В посёлке раньше были свои школа, детский сад, дом культуры, столовая, пекарня, баня, магазин, КБО. Дябринцы имели возможность лечиться в своей больнице, состоящей из трех отделений по пять коек.

## Экономика
Подсобное хозяйство, созданное ещё в тридцатые годы из-за необходимости использования лошадей, было развито и дальше (в 70-80-е гг. XX века). В нём содержали крупный рогатый скот и свиней.

## Дябринская школа
С 1936 года в Дябрино началось обучение неграмотных и малограмотных взрослых, а также сосланных поляков. С 1939 года начинает свою работу начальная школа, отсюда и начинается официальный отсчет работы в поселке школы. В 1952 году функционирует семилетка, с 1967 года начинает свою работу средняя школа. За период с 1968 по 2002 год получили аттестаты о среднем образовании 719 человек. Это школьники из Дябрино, Смагино, Цивозера, Белой Слудки, Вершины, Горки, Юрьенаволока.

## Транспорт
Посёлок Дябрино связан паромной переправой с селом Красноборск. По состоянию на 2009 год между Красноборском и Дябрино (3 км по реке) ходило 3 частных парома. Между Дябрино и Куликово (центр Куликовского сельского поселения Красноборского района) ходит несколько раз в день пассажирский автобус (расписание автобуса привязано к движению парома).

## См также
- Список населённых пунктов Красноборского района